# فرانكلين بي. مان
فرانكلين بي. مان (بالإنجليزية: Franklin B. Mann)‏ هو سياسي أمريكي، ولد في 29 أغسطس 1941 في فورت مايرز في الولايات المتحدة. انتخب عضو مجلس نواب فلوريدا.